# カトリーヌ・ピエール
カトリーヌ・ピエール（Cathérine Pierre、1957年9月7日 - ）はフランスの柔道選手。階級は66kg級。

## 人物
1975年のヨーロッパ柔道選手権大会では72kg級と無差別で優勝を飾った。72kg級ではその後3連覇を果たした1979年のヨーロッパ選手権では無差別で2位になると、その後階級を66kg級に下げた。
1980年のヨーロッパ選手権で優勝すると、ニューヨークで初開催となった女子の1980年世界柔道選手権大会66kg級に出場して銅メダルを獲得した。

## 主な戦績
72kg級での戦績
- 1975年 - ヨーロッパ選手権　72kg級　優勝　無差別　優勝
- 1976年 - ヨーロッパ選手権　72kg級　優勝　無差別　3位
- 1977年 - ヨーロッパ選手権　72kg級　優勝　無差別　3位
- 1978年 - オランダ国際　優勝
- 1978年 - ヨーロッパ選手権　2位
- 1979年 - ヨーロッパ選手権　無差別　2位

66kg級での戦績
- 1980年 - ヨーロッパ選手権　優勝
- 1980年 - 世界選手権　3位